# Protein N-acetilglukozaminiltransferaza
Protein N-acetilglukozaminiltransferaza (EC 2.4.1.94, uridin difosfoacetilglukozamin-protein acetilglukozaminiltransferaza, uridin difosfo-N-acetilglukozamin:polipeptid beta-N-acetilglukozaminiltransferaza, N-acetilglukozaminiltransferaza I) je enzim sa sistematskim imenom UDP-N-acetil--glukozamin:(protein)-L-asparagin beta-N-acetil--glukozaminil-transferaza. Ovaj enzim katalizuje sledeću hemijsku reakciju
UDP--acetil--glukozamin + [protein]--asparagin {\displaystyle \rightleftharpoons } UDP + [protein]-4-(N-acetil--glukozaminil)-L-asparagin
Akceptor je asparaginski ostatak u sequenci oblika Asn-Xaa-Thr or Asn-Xaa-Ser.

## Literatura
- Nicholas C. Price; Lewis Stevens (1999). Fundamentals of Enzymology: The Cell and Molecular Biology of Catalytic Proteins (Third изд.). USA: Oxford University Press. ISBN 019850229X.
- Eric J. Toone (2006). Advances in Enzymology and Related Areas of Molecular Biology, Protein Evolution (Volume 75 изд.). Wiley-Interscience. ISBN 0471205036.
- Branden C; Tooze J. Introduction to Protein Structure. New York, NY: Garland Publishing. ISBN 0-8153-2305-0.
- Irwin H. Segel. Enzyme Kinetics: Behavior and Analysis of Rapid Equilibrium and Steady-State Enzyme Systems (Book 44 изд.). Wiley Classics Library. ISBN 0471303097.
- William P. Jencks (1987). Catalysis in Chemistry and Enzymology. Dover Publications. ISBN 0486654605.

## Spoljašnje veze
- Protein+N-acetylglucosaminyltransferase на 